# Siegfried Zoglmann
Siegfried Zoglmann (17. srpna 1913 Všeruby u Kdyně – 20. října 2007 Bonn) byl pověřenec říšského vedoucího mládeže NSDAP při úřadu říšského protektora v Čechách a na Moravě.

## Dětství
Siegfried Zoglmann se narodil 17. srpna 1913 v rodině německého sedláka ve Všerubech na Domažlicku. Měl ještě čtyři sourozence. Rodina žila v domě číslo 77, kde sídlí dnes obecní úřad. V době jeho mládí to byla chudá pastouška. Po skončení školy ve Všerubech se začal v Českých Budějovicích učit číšníkem. Roznášel zde pivo ve známých Masných krámech. Považoval toto povolání pro sebe za nevyhovující a byl přesvědčen, že má na víc. Proto se vrhl do politiky. V patnácti letech v roce 1928 vstoupil do DNSAP v Plzni. V roce 1931 se stal vedoucím tajemníkem DNSAP Plzeň. Potom byl vedoucím mládeže v Opavě a od května 1932 v Ostravě.

## Druhá světová válka
Krátce po Hitlerově volebním vítězství přešel tajně hranice do Německa, kde se zúčastnil cvičení úderných oddílů SA v Annabergu. Po návratu byl však zatčen a odsouzen k dvouměsíčnímu vězení. V prosinci 1933 se vrátil k matce do Všerub. To už byl v ilegalitě. Protože na něj československé úřady vydaly zatykač, uprchl počátkem roku 1934 do Bavorska. V roce 1935 byl zaměstnán v kanceláři SA, úderných oddílů v Mnichově. Podle zpráv československé policie se Zoglmann plně zapojil do služeb nacismu. Stal se členem vedení říšského svazu Hitlerovy mládeže a byl jmenován vedoucím zahraničního tiskového odboru Hitlerjugend. Jeho pracovní aktivita byla v té době vskutku obdivuhodná. V roce 1935 se dvaadvacetiletý Siegfried Zoglmann oženil. Chlapec ze všerubské pastoušky se dostal do vlivné rodiny. Jeho manželkou se 6. prosince 1935 stala Irmtrud Schubertová, dcera vysokého ministerského úředníka. Z ministerstva propagandy je Josefem Goebbelsem na nějakou dobu uvolněn Ribbentropovu ministerstvu zahraničí. V této pozici prožil 29. září 1938, kdy byla podepsána mnichovská dohoda.
Na začátku protektorátu žil Zoglmann s manželkou v Praze–Podolí v Lopatecké ulici č. 24. Teprve o něco později se mohl přestěhovat do přepychové vily v Targettské ulici č. 45 v Bubenči, která byla předtím zabavena židovskému majiteli JUDr. Krammerovi. Tuto vilu mu tehdy pomohl doporučit Adolf Eichmann. Okamžitě po nástupu do své funkce vedoucího mládeže NSDAP při úřadu říšského protektora v Čechách a na Moravě se Siegfried Zoglmann začal zabývat germanizací české mládeže a českého obyvatelstva vůbec. Ve svých tezích se například věnoval biologickým zdrojům němectví v Čechách a na Moravě. Studoval také rasové zvláštnosti zdejších lidí a odhadoval brzkou možnost připojení Čech a Moravy k německé oblasti. Nacisté český národ rozdělili na čtyři kategorie: s dobrou krví a dobře smýšlející, s dobrou krví a špatně smýšlející, se špatnou krví a dobře smýšlející a se špatnou krví a špatně smýšlející. V lednu 1940 žádal Hauptsturmführer Zoglmann K. H. Franka o podporu k přijetí k jednotkám SS, kde mu sdělil, že o vstup do této elitní jednotky před časem požádal přímo Heinricha Himmlera. Přitom vyjmenovával své čestně zásluhy, zejména při rozbití Československa. U Štěchovic si pronajal honební revír, kde pořádal setkání špiček protektorátu na zámku Kačina a také dohlížel na arizaci židovského majetku. V této pozici měl v roce 1942 vliv na obsazování pozic německých poradců u Kuratoria. V roce 1943 odešel Siegfried Zoglmann z Prahy, když byl předtím jmenován oblastním velitelem Hitlerjugend. Rovněž byl vyznamenán čestným zlatým vyznamenáním Hitlerjugend. Jeho manželka s dvěma malými dětmi však zůstala po celou dobu v Praze. Existují názory[kdo?], že nebyl přímo na frontě, ale působil jako hlavní šéf Hitlerjugend na všech územích okupovaných Německem. Zoglmann o sobě tvrdil, že působil v divizi Hitlerjugend a je nositelem záslužného kříže I. třídy. Na Velikonoce 1945 odjel Zoglmann s rodinou a celým svým majetkem do Bavorska. Zakrátko tam přepravil i svoji matku ze Všerub. Opustil tak se svojí rodinou protektorát Čechy a Morava mnohem dříve, než odcházeli nejvýše postavení nacisté a jejich rodiny.

## Poválečné období
Po skončení války se v Bavorsku Siegfried Zoglmann přihlásil Američanům. Ti jej po tříhodinovém výslechu propustili. První poválečné období strávil Zoglmann v ilegalitě. Bál se toho, že pokud by o něj požádalo Československo, mohl mu hrozit trest smrti. Nikdo se ale o něho nezajímal. Mezitím působil nejprve jako redaktor v Düsseldorfu. Posléze se stal šéfredaktorem liberálně konzervativního týdeníku Die Deutsche Zukunft (Německá budoucnost) a Der Fortschritt (Pokrok). Zřejmě měl dost prostředků (možná ještě z války) na to, aby v roce 1958 získal do svého vlastnictví tiskové nakladatelství Norddeutscher Zeitungsverlag (Severoněmecké tiskové vydavatelství), ve kterém kromě už zmiňovaných dvou titulů vycházely i Mode-Illustrierte a jeden komunální časopis. Také se opět zapojil do politiky. Byl velice činný ve Svobodné německé straně (FDP) Severního Porýní-Vestfálska. Je spoluautorem „Německého programu", který byl vyhlášen v Bielefeldu v roce 1954 a vedl k tvrdým střetům s levicově liberálními silami v FDP.
V období let 1954 až 1958 byl Siegfried Zoglmann členem Zemského sněmu v Severním Porýní-Vestfálsku. V roce 1957 byl zvolen do německého Spolkového sněmu. Stal se zde parlamentním jednatelem a v této funkci jej později vystřídal budoucí ministr zahraničí Spolkové republiky Německo Hans-Dietrich Genscher, dobrý přítel Siegfrieda Zoglmanna.
Jeho kariéra neustále stoupala. V roce 1970 se stal zastupujícím předsedou parlamentní frakce FDP ve Spolkovém sněmu a také působil ve finančním výboru a ve výboru pro zahraniční záležitosti. Přestože norimberský tribunál označil jednotky SS za zločineckou organizaci, jedenáct let po tomto procesu vystoupil Siegfried Zoglmann ve Spolkovém sněmu s návrhem na lepší sociální zabezpečení bývalých esesáků a jejich pozůstalých. Společně s několika dalšími poslanci předložil návrh nového zákona. V červnu 1961 zaznamenal v tomto směru další úspěch. Spolkový sněm přijal novelu zákona, podle kterého dostávají bývalí členové SS a jejich pozůstalí finanční příspěvky na výživné.
V roce 1970 Siegfried Zoglmann vystoupil společně s ostatními poslanci nacionálního křídla z FDP. Důvodem bylo přijetí takzvané politiky zřeknutí se zastupování celého Německa na všech úrovních navenek, tedy i v NDR, uplatňovaná do začátku sedmdesátých let vládou SRN. Zoglmann založil hnutí National-Liberale Aktion - Nacionálně liberální akce, ze kterého se v dalším období, už za spoluúčasti Franze Josefa Strausse, s nímž Zoglmanna poutalo úzké osobní přátelství, vyvinula Deutsche Union - Německá unie. Siegfried Zoglmann se stal zpočátku hospitantem a později členem zemské skupiny CSU v německém Spolkovém sněmu. Od roku 1950 pracoval Siegfried Zoglmann také ve vedení Sudetoněmeckého krajanského sdružení v Sudetoněmecké radě ve Witikobundu. Po dobu deseti let byl také zemským vedoucím Sudetoněmeckého krajanského sdružení v Bavorsku. V roce 1993 se stal spolkovým předsedou Sudetoněmeckého krajanského sdružení a členem předsednictva Sudetoněmecké nadace. Siegfried Zoglmann byl nositelem Velkého spolkového záslužného kříže. Byl mu také udělen Čestný list Sudetoněmeckého krajanského sdružení a Velký záslužný řád s hvězdou Maďarské republiky, který mu byl propůjčen za jeho zásluhy o německo-maďarskou spolupráci.
Siegfried Zoglmann zemřel 20. října 2007 v Bonnu.
V úvodu televizního filmu Nezralé maliny je zmíněno jeho jméno, když se Pitner, přezdívaný Pinďas (Ladislav Pešek), na poště zmiňuje, že napsal dopis západoněmeckému kancléři Willymu Brandtovi, že Zoglman je válečný zločinec.